# Lullaby for the Working Class
Lullaby for the Working Class was een indie folkrockband uit Lincoln (Nebraska), actief van midden tot eind jaren 1990. Samen met singer-songwriter Ted Stevens (van de bands Mayday en Cursive) uit Omaha (Nebraska), bestond de band ook uit multi-instrumentalist en producent Mike Mogis van Bright Eyes, zijn broer en producent A.J. Mogis en drummer Shane Aspegren van Berg Sans Nipple.

## Bezetting
- A.J. Mogis (basgitaar)
- Mike Mogis (meerdere instrumenten)
- Shane Aspegren (meerdere instrumenten)
- Ted Stevens (zang, gitaar)
- Tiffany Kowalski[7]

## Discografie

### Albums
- 1996: Blanket Warm (Bar/None Records)
- 1997: I Never Even Asked for Light (Bar/None Records)
- 1999: Song] (Bar/None Records)

### Singles
- 1996: Consolation
- 1997: In Honor of My Stumbling
- 1997: The Hypnotist (uitgebracht bij Rykodisc Europe)
- 1998: The Ebb & Flow, The Come & Go, The To & Fro